# Elektra (film 1910)
Elektra è un cortometraggio muto del 1910 diretto da James Stuart Blackton. Interpretato da Maurice Costello e da Mary Fuller, il film uscì nelle sale l'8 aprile 1910.

## Produzione
Il film fu prodotto dalla Vitagraph Company of America.

## Distribuzione
Distribuito dalla Vitagraph Company of America, il film - un cortometraggio in una bobina - uscì nelle sale cinematografiche statunitensi l'8 aprile 1910. Non si conoscono copie ancora esistenti della pellicola che viene considerata presumibilmente perduta.